# Parhydraenopsis alta
Parhydraenopsis alta är en skalbaggsart som beskrevs av Perkins 2009. Parhydraenopsis alta ingår i släktet Parhydraenopsis och familjen vattenbrynsbaggar. Inga underarter finns listade i Catalogue of Life.